# Terbutalin
A terbutalin egy β2-adrenoreceptor agonista, a simaizmokat – mint a hörgőket, és méhet – elernyeszti, ezért a klinikumban tüdőasztma (asthma bronchiale) és fenyegető koraszülés ellen alkalmazzák. Az inhalált forma 15 percen belül hatni kezd, és a hatása 6 órán át megmarad.

## Hatása
A terbutalin 3,5-dihidroxifenil származék, egy közvetlenül ható β-agonista, elsősorban β2-szelektivitással; a β1-receptorokat csak nagy adagok mellett stimulálja. A terbutalin a hörgők, az erek és a méh simaizmainak az ellazulását okozza, ezen kívül gátolja a mediátor anyagok kiszabadulását a hízósejtekből. A terbutalin a bronchusgörccsel járó tüdőbetegedésekben – a bronchusok béta2 adrenoreceptorainak stimulálásával – a bronchus-spasmus oldásával csökkenti a légúti ellenállást, kedvezően befolyásolja a légzésfunkciós paramétereket, javítja a légzést. A méh izomzatára kifejtett hatása miatt alkalmas a terhes méh idő előtti kontrakcióinak gátlására is
Kimutatták, hogy a terbutalin fokozza a hörgőrendszernek a nyák és a csillószőrök révén történő megtisztulását, de a hatásmechanizmus nem teljesen tisztázott. E hatások az adenilcikláz aktiválása útján érvényesülnek, aminek az eredménye a ciklikus 3′,5′-adenozin-monofoszfát (cAMP) felhalmozódása, ez pedig gátolja a simaizmok összehúzódásra képes elemeit. A zsír- és a cukoranyagcserére gyakorolt hatások (lipolysis, glycogenolysis és hyperglykaemia), valamint a vázizomzat fokozott K+-felvétele miatt fellépő relatív hypokalaemia csak nagyobb adagoknál jelentkező farmakológiai hatások.
A terbutalin β2-agonista hatása viszonylag nagy szelektivitást mutat a hörgők iránt, azonban a szívre gyakorolt hatása – a szívfrekvenciának és a szívizom összehúzódási képességének a növekedése (pozitív kronotrop, illetve pozitív inotrop hatás) – a b1-receptorokra kifejtett közvetlen hatással magyarázható. A szájon át alkalmazott terbutalin asztmában a légúti ellenállás csökkenését eredményezi az adag bevétele után kb. 20–30 percen belül, és ez a hatás mintegy 6 órán át fennmarad. A terbutalin hörgőtágító hatása igen szorosan összefügg a szérum terbutalin szintjével. A terbutalin belégzése után a hörgőtágító hatás néhány percen belül bekövetkezik. A terbutalin tartós használata a hatékonyság csökkenéséhez vezethet (tachyphylaxia).

## Sztereokémia
A terbutalén egy sztereoközpontot tartalmaz, és két enantiomerből áll. Ez egy racemát, azaz az (R) és az (S) forma 1: 1 arányú keveréke:
| A terbutalin enantiomerjei | A terbutalin enantiomerjei |
| -------------------------- | -------------------------- |
| CAS-szám: 37394-31-3       | CAS-szám: 90877-48-8       |

## Készítmények
- Brycanil
- BRICANYL TURBUHALER
- TERBUTALIN AL